# Antofagasta (kommun)
Antofagasta är en kommun i Chile.   Den ligger i provinsen Provincia de Antofagasta och regionen Región de Antofagasta, i den norra delen av landet, 1 000 km norr om huvudstaden Santiago de Chile.
Trakten runt Antofagasta är ofruktbar med lite eller ingen växtlighet. Runt Antofagasta är det glesbefolkat, med 12 invånare per kvadratkilometer.